# Моторні види спорту

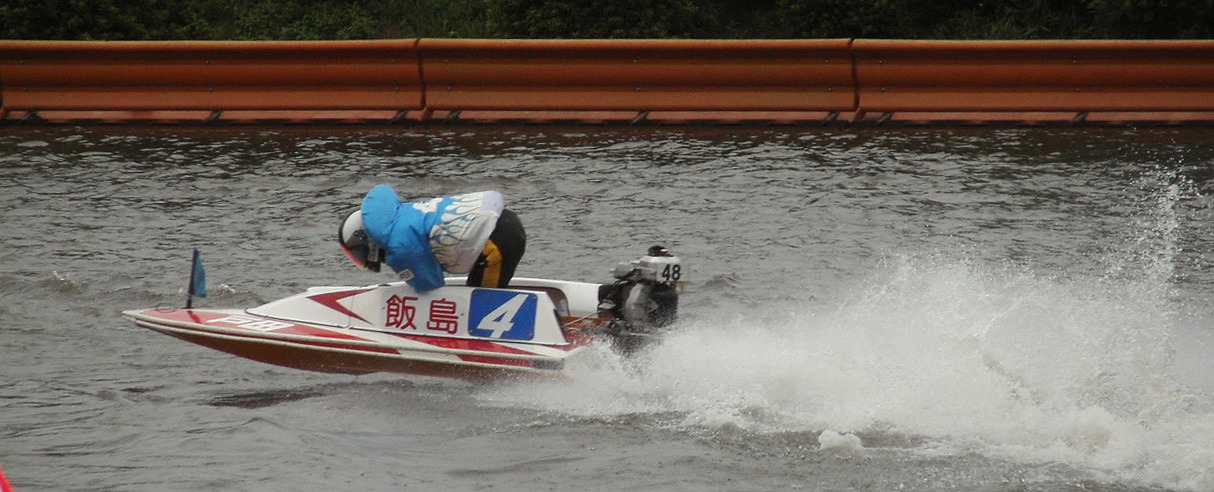
Перегони на моторних човнах

Мото́рні ви́ди спо́рту (англ. motorsports, нім. Motorsport, пол. sporty motorowe) — визначення, яке охоплює всі види спорту, в яких спортсмени або команди повинні якнайшвидше або майстерніше допровадити до мети моторизований транспортний засіб.
Найпопулярнішими моторними видами спорту є автоспорт, мотоспорт, картинг та перегони на моторних човнах (водномоторний спорт). До моторних видів спорту відносять також змагання з використанням спеціальних транспортних засобів, наприклад, вантажівок (truck racing) або тракторів (tractorpulling).
В моторних видах спорту використовуються транспортні засоби з двигунами різних типів — внутрішнього згоряння, реактивними, електричними, ракетними, турбінними та ін.
Змагання в моторних видах спорту крім того поділяють на перегони моторизованих засобів та змагання у вправності керування моторизованим транспортним засобом

## Перегони транспортних засобів

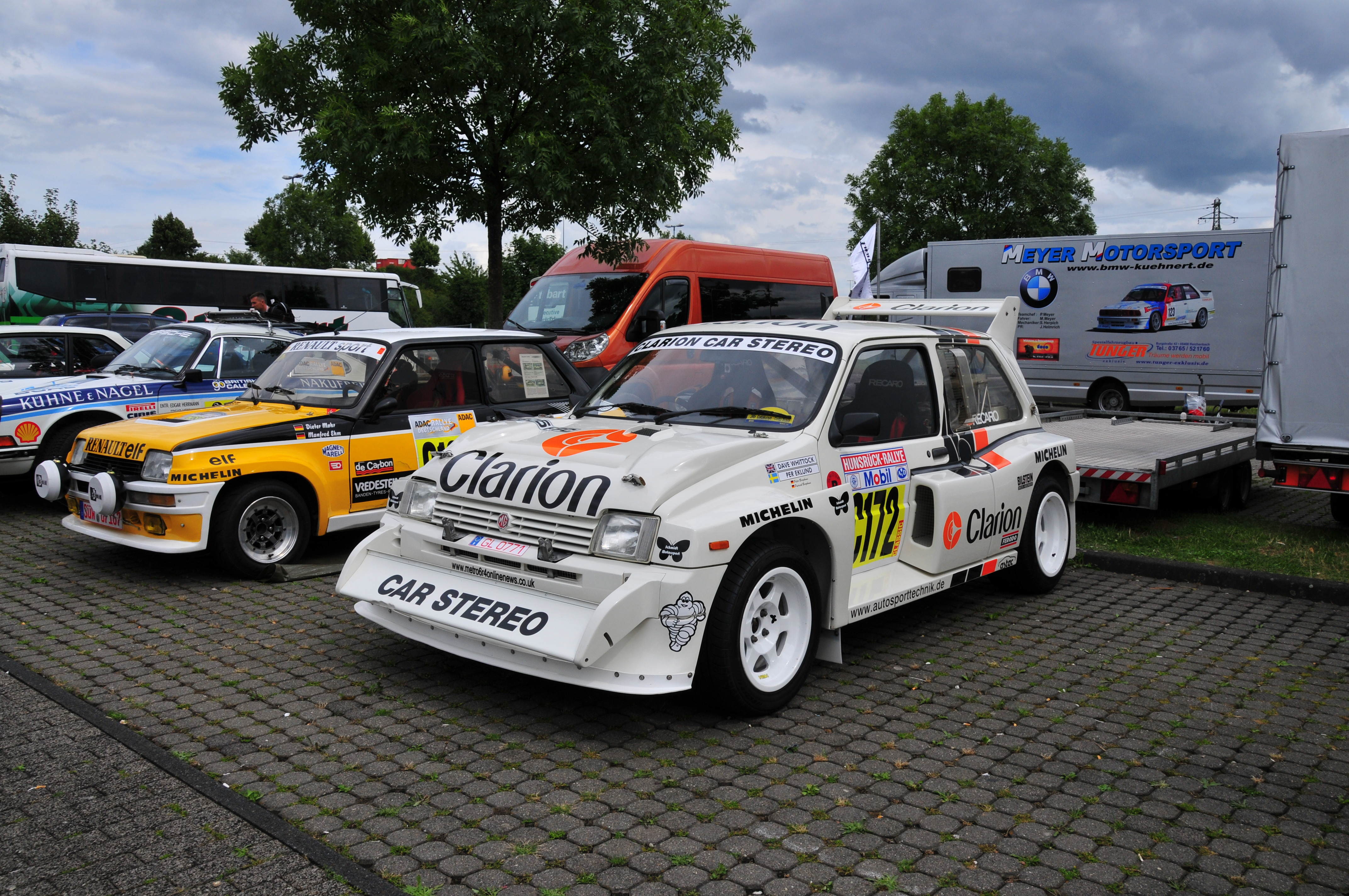
MG Metro 6R4 Пера Еклунда на Rallye Deutschland 2008

Перегони — це змагання на швидкість, в яких учасники змагань змагаються між собою у швидкості подолання певної однакової для всіх учасників відстані. До таких змагань відносять автоперегони, мотоциклетні перегони, перегони моторних човнів та ін.

## Змагання у вправності керування транспортним засобом
Окрім змагань на швидкість існує багато моторно-спортивних змагань, які не є змаганнями на швидкість, а радше є змаганнями на вправність керуванням моторизованим засобом. До таких змагань відносять: мототриал (де критеріями майстерності є не швидкість, а кількість штрафних балів набраних на трасі за дотик тілом до перешкод та перевищення встановленого на проходження маршруту ліміту часу), FMX (фрістайл-мотокрос), дрифт, та інші